# Сакурада, Сакура
Сакура Сакурада (яп. 桜田さくら Сакурада Сакура) — японская актриса, модель, порноактриса и режиссёр. Также известна под псевдонимом Сакура Мацуи (яп. 松井さくら Мацуи Сакура).

## Биография
Дебютировав в порнографии в 2003 году, Сакурада стала известна благодаря съёмкам в т. н. «нецензурированных фильмах», то есть фильмах, в которых гениталии не подвергнуты пикселизации.
Помимо съёмок в многочисленных фильмах таких жанров, как буккакэ, гоккун, накадаси, секс в публичных местах и эротический косплей, Сакурада также участвовала в нескольких необычных проектах. Например, она снялась в ряде фетиш-фильмов, включающих себя скат и омораси. В фильме «Hot Horny Shemales Fucking Crazy» её партнёршами были две девушки-транссексуалки. В фильме «Mother-Daughter Rice Bowl» она снялась совместно с актрисой Сацуки Сакурадой, которая исполняет роль её матери.
Также Сакурада снималась в фильмах студии «Zeus». В фильмах «Sadi-Scream Vol. 4» и «Heroine Cruel Story Vol. 7» были сцены, включающие пытки, убийства, а также большое количество искусственной крови, но сексуальный контент в них практически отсутствовал. Также Сакурада сыграла несколько незначительных ролей в фильмах этой же студии в 2008 году, в том числе она снялась в серии фильмов «Heroine Excretion Hell». С другой стороны в 2009—2010 годах Сакурада практически не снималась и играла лишь в лесбийских фильмах. В январе 2010 года снялась в нескольких фильмах студии «PlanetPlus», которые включали в себя сцены женского доминирования.

### Популярность и признание
Благодаря своим фильмам Сакурада стала популярна даже за границами Японии. Её образ оказал влияние даже на художественную литературу, в частности, один из персонажей произведения Стивена Хантера «47-й самурай» был создан под влиянием Сакурады. В книге есть персонаж по имение Сакура, который снимается в фильме «Woman Teacher in Black Sakura» (в фильме с таким названием снималась Сакурада). Также в книге Хантер упоминает Сакураду в качестве одного из тех, кто вдохновил его на написание книги.
Другим свидетельством популярности Сакурады в США, может служить тот факт, что изданный в Америке фильм Сакурады «Sakura’s Squirt Tunnel Adventures» был номинирован на премию в категории «Best Ethnic-Themed Release, Asian» на церемонии AVN Awards.